# Любомирский, Ежи Марцин
Князь Ежи Марцин Любомирский (пол. Jerzy Marcin Lubomirski, 24 октября 1738 — 27 июня 1811) — крупный польский магнат из рода Любомирских. Авантюрист, барский конфедерат, генерал войск коронных (1773).
Сын мечника великого коронного князя и генерала войск коронных Антония Бенедикта Любомирского (ум. 1761) и Анны Софии Ожаровской. Его сестра Магдалена Агнесса Любомирская (1739—80) была фавориткой последнего польского короля Станислава Августа Понятовского.

## Биография
В 1761 году после смерти своего отца Антония Бенедикта унаследовал его крупные владения (Полонное, Мендзыжец-Подляски, Любар и др.). С 1758 года служил в прусской армии, затем — в русской. Во главе собственной банды занимался разбоем. Был осужден на смерть, которую ему заменили на изгнание.
В начале Барской конфедерации (1768—1772) Ежи Марцин Любомирский присоединился к конфедератам и участвовал в боях с русскими войсками. Ежи Марцин Любомирский, назначенный региментарием краковским и сандомирским, занял Краковское воеводство. В апреле 1769 года после неудачной обороны Кракова сдал командование Казимиру Пулавскому. Позднее был схвачен и приговорен к пятнадцати годам тюрьмы. Князь Любомирский был отправлен в Венгрию, где он должен был заключен в темницу. После женитьбы на дочери тюремного коменданта был освобожден из заключения и вернулся на родину. В 1773 году получил чин генерала коронных войск, в 1775 году стал шефом 11-го гренадерского пехотного полка.

В 1774 году после смерти своего бездетного дяди, великого хорунжего коронного Франциска Фердинанда Любомирского, Ежи Марцин Любомирский стал его наследником. 

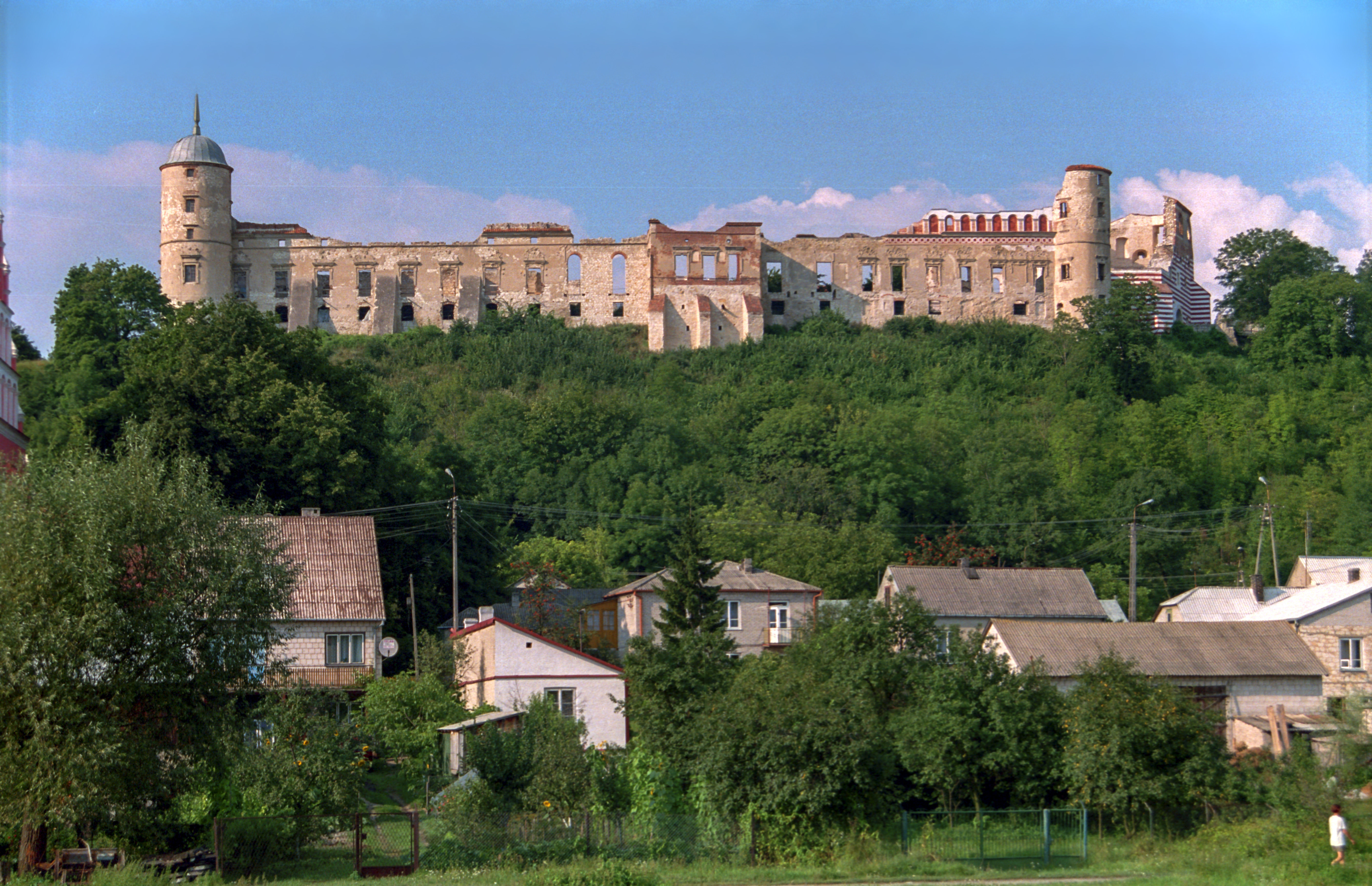
Яновецкий замок, который был проигран Любомирским в карты

В дальнейшем князь Ежи Марцин Любомирский находился на службе у российского посла Отто Магнуса фон Штакельберга и входил в состав Постоянного Совета. В 1773 году участвовал в разделительном сейме, где было вынесено решение о Первом разделе Речи Посполитой между Пруссией, Австрией и Россией. Из-за своего банкротства Ежи Марцин Любомирский вынужден продать часть владений своей сестре Магдалене Агнессе Сапеге.
Будучи отстраненным семьей от политической жизни, он организовывал многочисленные концерты, балы и встречи. Был большим любителем театра и музыки, оплатил польскую версию «Тартюфа». Открыл актёрско-балетную школу на 1000 человек.

## Семья
Ежи Марцин Любомирский был трижды женат. Его первой женой с 1775 года была графиня Анна Мария фон Хаддик, с которой он развелся в 1784 году. Вторично женился на Хонорате Стемпковской, которая после развода с ним состояла в связи с русским послом Игельстромом. В третий раз женился на Текле Лабенцкой. У него была дочь от первого брака: Юлия Франциска.